# ذييل

رسم تخطيطي يوضح موقع الرأس والصدر والذييل لثلاثية الفصوص.

الذُيَيْل هو الجزء الخلفي من جسم أو قشرة القشريات وبعض المفصليات الأخرى، مثل الحشرات وثلاثيات الفصوص المنقرضة. في مجموعات غير الحشرات، يحتوي الذييل على شرج وعند الإناث يحتوي على مسرأ. يتألف الذييل من تقاطيع مندمجة، يفصلها مفصل عن التقاطيع الصدرية.